# CANT 22

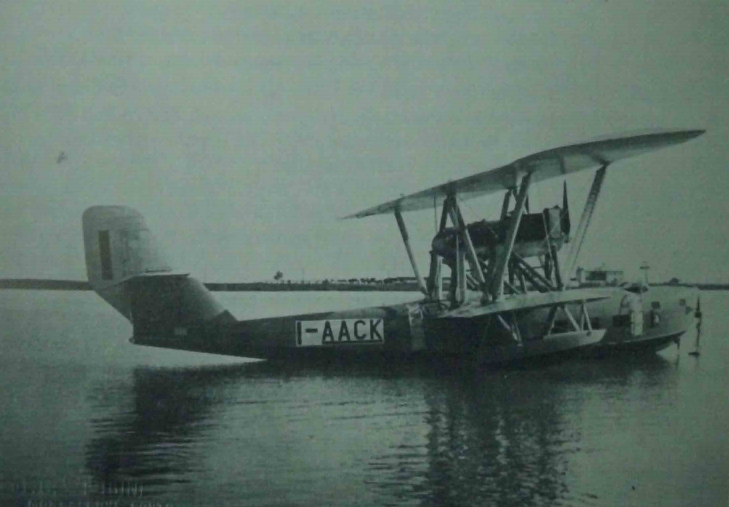
Cant 22 alla fonda

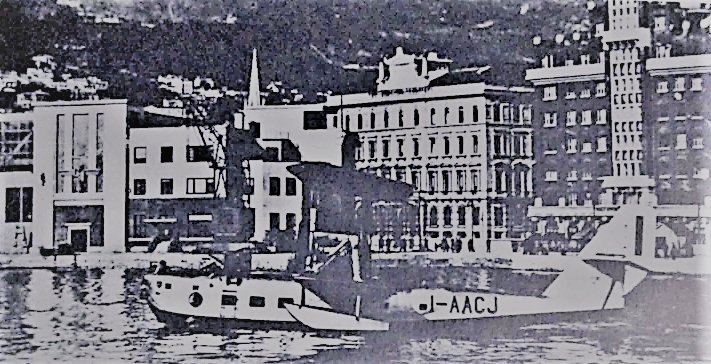
Cant 22 a Trieste

Il CANT 22 era un idrovolante trimotore biplano a scafo centrale, prodotto dall'azienda italiana CANT alla fine degli anni venti ed utilizzato come aereo di linea per la compagnia aerea Società Italiana Servizi Aerei (SISA).

## Storia del progetto
Nel 1927 la SISA espresse l'esigenza di sostituire il CANT 6ter allor a disposizione della compagnia aerea con un nuovo modello. Il progetto venne affidato all'ingegner Raffaele Conflenti che realizzò un velivolo dall'aspetto tradizionale, biplano a scafo centrale con cabina passeggeri interna posizionata davanti alle ali nella parte anteriore della struttura centrale ma che introduceva due innovazioni tecniche non ancora presenti nella produzione CANT fino a quel momento, la configurazione alare biplano-sesquiplana, con ala inferiore di dimensioni notevolmente ridotte rispetto alla superiore, e la costruzione dello scafo in tecnica mista, con longheroni in legno e centine in duralluminio.
Il prototipo, con codice aziendale NC.4, venne portato in volo per la prima volta sulle acque antistanti Monfalcone nel marzo 1928 con ai comandi il pilota collaudatore Adriano Bacula.
Il modello assunse la designazione ufficiale CANT 22 costruito in tre esemplari seguiti da altri sette, designati CANT 22RI, caratterizzati da una diversa scelta nella motorizzazione e nei quali il motore centrale venne sostituito con un più potente Isotta Fraschini Asso 500 abbinato ad un'elica quadripala.

## Tecnica
Il CANT 22 era un modello dall'aspetto, per l'epoca, convenzionale: idrovolante a scafo centrale con galleggianti equilibratori, trimotore e configurazione alare biplana.
Lo scafo, dotato di carena a singolo gradino, era caratterizzato da paratie interne stagne e realizzato con struttura interamente in legno, con fondo e fianchi rinforzati, fino alla linea di galleggiamento, in compensato. La struttura integrava la cabina di pilotaggio aperta, posizionata a prua in posizione rialzata e dotata di doppi comandi, nella quale trovavano posto, affiancati, il pilota ed il copilota. Davanti alle ali era posizionato lo scompartimento passeggeri interno, dotato di tre finestrini laterali per lato e capace di alloggiare o 9 o 10 persone su 3 file di poltroncine singole. Posteriormente terminava in un impennaggio cruciforme monoderiva dotato di piani orizzontali controventati.
La configurazione alare era biplano-sesquiplana, ovvero con ala superiore di maggior apertura dell'inferiore, realizzate con struttura mista, con longheroni in legno e centine in tubi di duralluminio e ricoperte in tela. Le due ali erano collegate tra loro con una travatura Warren, la superiore montata alta a parasole e l'inferiore alta sullo scafo, dotata di diagonali a W con crociere e doppi puntoni.
La propulsione era affidata a tre motori Isotta Fraschini Asso 200, dei 6 cilindri in linea raffreddati ad acqua in grado di erogare una potenza pari a 250 CV (184 kW) ciascuno e racchiusi in gondole completamente carenate. Posizionati su castelli con tralicci a N in configurazione traente erano collegati ad eliche bipala in alluminio Caproni-Reed a passo fisso.

## Impiego operativo
Il primo esemplare, dopo aver presenziato all'inaugurazione dell'idroscalo di Ostia Lido, venne immatricolato I-AABM e battezzato "San Giusto" in onore, oltre che della figura religiosa, dell'omonima località triestina. Successivamente venne dotato di matricola militare MM.162 e valutato dal personale della Regia Aeronautica a Vigna di Valle.
Nel 1929 l'esemplare viene utilizzato per partecipare alla Crociera aviatoria del Mediterraneo Orientale quindi, l'anno successivo, ceduto alla Società Aerea Mediterranea (SAM), che lo impiegò sulla rotta Brindisi-Valona.
Seguirono altri 2 esemplari CANT 22, gli I-AABN "San Marco" (NC.5) e I-AACJ "San Giorgio", che riproponevano la stessa configurazione.
I successivi sette esemplari, I-AACK "San Sergio", I-AACL "San Giusto II", I-AACM "San Carlo", I-AACN "San Vito", I-AAQX "San Sebastiano", I-ALFA "San Sergio II", ed I-ADDA "San Vito II", erano caratterizzati dall'adozione di una diversa configurazione nei motori. Il motore centrale venne sostituito con un più potente Isotta Fraschini Asso 500, un 12 cilindri a V di 60° capace di erogare una potenza di 510 CV abbinato ad un'elica quadripala, portando la potenza disponibile complessiva ad oltre 1 000 CV migliorandone le prestazioni.
Nel tardo 1934 la neocostituita compagnia Ala Littoria acquisisce sei esemplari che affiancherà ai CANT 10ter nelle rotte adriatiche fino alla loro radiazione.

## Versioni
22
primo modello di produzione in serie, equipaggiato con tre motori Isotta Fraschini Asso 200 e realizzato in tre esemplari.
22R.I.
versione con motorizzazione più potente, equipaggiato centralmente con un V12 Isotta Fraschini Asso 500 abbinato ad un'elica quadripala e realizzato in sette esemplari.
22 bombardamento
versione militare prevista nel ruolo di idrobombardiere non avviata alla produzione.

## Utilizzatori
Italia
- Società Italiana Servizi Aerei (SISA)
- Società Aerea Mediterranea (SAM)
- Ala Littoria

### Pubblicazioni
- Decio Zorini. "Il CANT 22 ed il suo impiego nelle linee italiane." in Aerofan 3/80. pp 84–89